# یکاترینا وینوگرادوفا
یکاترینا وینوگرادوفا ((به بلاروسی: Кацярына Іванова)؛ زادهٔ ۳ سپتامبر ۱۹۷۷) ورزشکار دوگانه اهل روسیه است که پیشتر برای بلاروس و سپس ایالات متحده آمریکا به رقابت پرداخته‌است و هم‌اکنون نیز برای ارمنستان به رقابت می‌پردازد.